# لپیدین
لپیدین (به انگلیسی: Lepidine) با فرمول شیمیایی C۱۰H۹N یک ترکیب شیمیایی است. که جرم مولی آن ۱۴۳٫۱۹ g/mol می‌باشد. شکل ظاهری این ترکیب، مایع زرد یا بی رنگ است.